# Universal Studios
Universal Studios eller Universal Pictures är ett amerikanskt filmbolag som ingår i NBC Universal. Universal Pictures är ett stort bolag inom film, både produktion och distribution. Bolaget har sitt huvudkontor i Universal City, i Los Angeles, som blev en liten egen stad när bolaget byggde världens dåtida största filmstudio 1915. Universal Studios är ett medlemsföretag i Motion Picture Association (MPA).

## Historik
Bolaget grundades 1912 när Carl Laemmles bolag Independent Moving Pictures of America, vanligtvis kallat IMP, slogs ihop med fem andra filmbolag för att bilda "Universal Film Manufacturing Company" sedermera "Universal Pictures Company". Laemmle var ökänd för sin nepotism och hade många släktingar anställda i sitt bolag. Mellan 1920 och 1924 var Irving Thalberg anställd som produktionsansvarig, innan han gick över till MGM.
Till skillnad mot de andra större bolagen hade Universal ingen stor biografkedja och man satsade på lågbudgetfilmer vilket gjorde filmbolaget till ett bolag som klassades strax under de fem stora i branschen. 1930 fick bolaget en stor succé med På västfronten intet nytt, som vann bolagets första Oscar. Året därpå 1931 började Universals framgångar med sina skräckfilmer, Dracula med Bela Lugosi och Frankenstein med Boris Karloff vilket följdes av en räcka filmer inom samma genre. Efter att ha tvingats låna pengar till den kostsamma produktionen Teaterbåten (1936) förlorade Laemmle och hans son Universal till sina fordringsägare, Standard Capital.
1945 gick Universal ihop med International Pictures, och bolaget kallades ett tag för Universal-International. 1952 tog skivbolaget Decca över som ägare av Universal. På 50-talet när filmbranschen fick en konkurrent i televisionen, så var Universal ett av de första filmbolagen som gjorde program för tv.
1962 köpte musikbolaget MCA upp Decca och kom då även över Universal. Moderbolaget MCA hade fungerat som artistagentur men blev nu ett bolag inom underhållningsbranschen med både film, television och musik. Övertagandet av MCA blev en skjuts för verksamheten med stora filmer och stora stjärnor, men efter ett par år så började man dra ner på filmproduktionen, när filmbranschen fick problem. I början på 70-talet slog man även ihop sin internationella distribution med Paramount och bildade CIC, som sedermera blev UIP. Man började då också satsa mer allvarligt på tv och blev en stor producent av tv-serier, på 70-talet gjorde man över hälften av alla serier på de stora tv-bolagen.
1990 togs MCA över av den japanska elektronikföretaget Matsushita (i dag Panasonic), som ville ha mjukvara, det vill säga Universals filmer, till sina elektroniska maskiner. Men samarbetet medförde många problem, både ekonomiska och kulturella, vilket gjorde att bolaget 1995 såldes till den kanadensiska spritdistributören Seagram. 1996 bytte moderbolaget MCA namn till Universal Studios, Inc.
Men även om Seagram försökte skapa en stor media- och underhållningsjätte genom uppköp av till exempel Polygram, så fick man ge upp på grund av ekonomiska problem. Seagram blev själva uppköpt 2000 av de franska bolagen Vivendi och Canal Plus och bildade tillsammans "Vivendi Universal Entertainment". Men på grund av stora ekonomiska problem tvingades även Vivendi göra sig av med den amerikanska enheten, genom att 2004 slå ihop televisions- och film-delen med General Electrics mediebolag NBC. Däreigenom bildades NBC Universal där Vivendi fortfarande äger 20 procent. Musikdelen Universal Music behålls dock fortfarande av Vivendi.
Den 1 juni 2008 uppkom en brand i en av studiorna. Enligt uppgift förstördes bland annat en ljudstudio, medan delar av jordbävningssimulatorn skadades.

### Comcast-era (2011–nu)
General Electric sålde 51 procent av företaget till kabelleverantören Comcast 2011. Comcast fusionerade det tidigare GE-dotterbolaget med sina egna kabel-tv-programtillgångar och skapade nuvarande NBCUniversal. Efter godkännande av Federal Communications Commission (FCC) stängdes Comcast-GE-affären 29 januari 2011. I mars 2013 köpte Comcast de återstående 49 procent av NBCUniversal för 16,7 miljarder dollar.
I september 2013 drogs Adam Fogelson ut som medordförande för Universal Pictures och befordrade Donna Langley till ensamordförande.
Universals fleråriga filmfinansieringsavtal med Elliott Management upphörde 2013.

## Kända personligheter
På senare tid har Universal kanske blivit mest känd för de filmer som Steven Spielberg gjort, han var i många år anställd på Universal och började med att göra tv-serier, innan han gjorde tv-filmen Duellen med Dennis Weaver. Sedan kom succéerna på rad, och för Universal gjorde han bland annat Hajen, E.T., Schindler's List och Jurassic Park-filmerna.
Alfred Hitchcock gjorde både filmer och tv för Universal. Psycho och Fåglarna gjordes för Universal, likaså hans tv-serie Alfred Hitchcock presenterar som gjordes 1955–1965.

## Framstående filmer och tv-serier (i urval)

### Framstående filmer
- Jazzkungen (1930)
- Mysteriet Dracula (1931)
- Frankenstein (1931)
- Mumien vaknar (1932)
- Ingen ängel (1939)
- Mumiens hämnd (1940)
- Min vän Harvey (1950)
- Winchester '73 (1950)
- Moonlight serenade (1954)
- Operation kjoltyg (1959)
- Psycho (1960)
- Spartacus (1960)
- Farlig främling (1962)
- Skuggor över Södern (1962)
- Charade (1963)
- Fåglarna (1963)
- Marnie (1964)
- Airport – flygplatsen (1970)
- Blåsningen (1973)
- Jesus Christ Superstar (1973)
- Schakalen (1973)
- Sista natten med gänget (1973)
- Jordbävningen (1974)
- Katastroflarm (1974)
- Stoppa pressarna! (1974)
- Hajen (1975)
- Tid för hjältar (1975)
- Generalen (1977)
- Haveriplats: Bermudatriangeln (1977)
- Nu blåser vi snuten (1977)
- Deer Hunter (1978)
- Deltagänget (1978)
- Hajen 2 (1978)
- 1941 – Ursäkta, var är Hollywood? (1979)
- Nu blåser vi snuten igen (1980)
- The Blues Brothers (1980)
- The Dark Crystal (1980)
- Xanadu (1980)
- E.T. (1982)
- Hajen 3-D (1983)
- Meningen med livet (1983)
- Nu blåser vi snuten 3 (1983)
- Psycho II (1983)
- Scarface (1983)
- Födelsedagen (1984)
- Tillbaka till framtiden (1985)
- Ingen plockar Howard (1986)
- Resan till Amerika (1986)
- Hajen 4 (1987)
- Nyckeln till framgång (1987)
- Landet för längesedan (1988)
- Midnight Run (1988)
- Twins (1988)
- Always (1989)
- Drömmarnas fält (1989)
- Född den fjärde juli (1989)
- Föräldraskap (1989)
- Tillbaka till framtiden del II (1989)
- Tillbaka till framtiden del III (1990)
- Eldstorm (1991)
- En kvinnas doft (1992)
- I faderns namn (1993)
- Jurassic Park (1993)
- Schindler's List (1993)
- The Flintstones (1994)
- Apollo 13 (1995)
- Casino (1995)
- Babe – den modiga lilla grisen (1995)
- Den galna professorn (1996)
- Schakalen (1997)
- The Lost World: Jurassic Park (1997)
- Fear and Loathing in Las Vegas (1998)
- American Pie (1999)
- Mumien (1999)
- Den galna professorn 2 – Klumps (2000)
- Gladiator (2000)
- Grinchen – julen är stulen (2000)
- A Beautiful Mind (2001)
- Jurassic Park III (2001)
- Mumien – återkomsten (2001)
- The Fast and the Furious (2001)
- The Bourne Identity (2002)
- 2 Fast 2 Furious (2003)
- Bruce den allsmäktige (2003)
- Love Actually (2003)
- The Bourne Supremacy (2004)
- King Kong (2005)
- The Fast and the Furious: Tokyo Drift (2006)
- The Bourne Ultimatum (2007)
- Mamma Mia! (2008)
- Mumien: Drakkejsarens grav (2008)
- Fast & Furious (2009)
- Dumma mej (2010)
- Fast & Furious 5 (2011)
- Les Misérables (2012)
- Fast & Furious 6 (2013)
- Fifty Shades of Grey (2015)
- Jurassic World (2015)
- Fast & Furious 7 (2015)
- Minioner (2015)
- Fast & Furious 8 (2017)
- The Mummy (2017)
- Jurassic World: Fallen Kingdom (2018)
- Mamma Mia! Here We Go Again (2018)
- Fast & Furious: Hobbs & Shaw (2019)
- Fast & Furious 9 (2021)
- Jurassic World Dominion (2022)

- Dumma Mej 4 (2024)

### Framstående tv-serier
Det är inte bara filmer som har varit framgångsrika för Universal, utan även vissa tv-serier har varit framgångsrika för Universal.
- Columbo
- Kojak
- Magnum
- Miami Vice
- Mord och inga visor
- The A-Team
- Knight Rider
- Heroes
- House
- Desperate Housewives
- How I Met Your Mother